# 岩佐恭知
岩佐 恭知（いわさ やすちか）は、日本の実業家で日邦産業株式会社代表取締役社長。兵庫県出身。

## 来歴
1981年、大阪工業大学工学部を卒業して、日邦産業に入社した。
以後、商事部門海外営業部長（2002年4月）、NIPPO(HONG KONG)LTD.董事長（2008年9月）を経て、2012年4月に業務執行役員(現・執行役員)となる。
2013年4月に中華圏・海外商事統括を務め、同年6月に取締役に就任した。取締役となってからは、2014年4月からエレクトロニクス事業本部長を務める。
2016年4月に代表取締役社長に就任した。